# جنت جکسون (آلبوم)
جنت جکسون (انگلیسی: Janet Jackson) اولین آلبوم استودیویی جنت جکسون، خواننده و ترانه‌سرای آمریکایی است که در ۲۱ سپتامبر ۱۹۸۲ توسط ای-اند-ام رکوردز منتشر شد. این آلبوم، به‌عنوان یک رکورد رقص و آر اند بی معاصر توصیف شده‌است.
اثر هنری روی جلد، بدن جکسون غوطه‌ور در آب بر اساس عکس الیزابت تیلور بود. این آلبوم در سراسر جهان ۳۰۰۰۰۰ نسخه فروخته‌است.